# Rotocalco (giornalismo)
Per rotocalco si intende oggi una rivista illustrata a larga diffusione che tratta principalmente argomenti di attualità.

## Storia

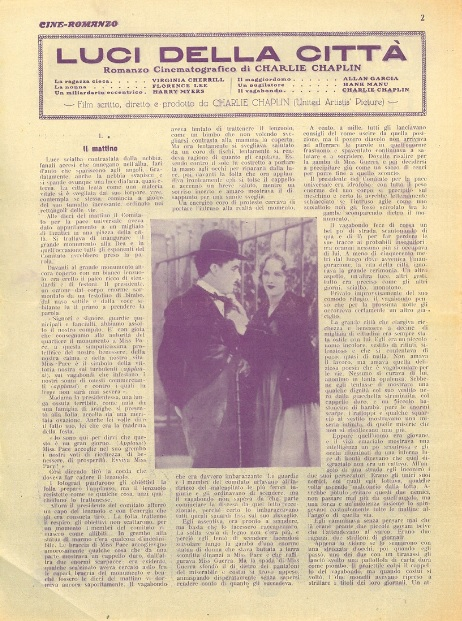
Pagina della rivista «Cine-Romanzo» (5 aprile 1931, n. 156) con al centro una foto di Charlot. «Cine-Romanzo» fu la prima grande rivista italiana stampata in rotocalcografia.

La stampa a rotocalco, ovvero la rotocalcografia, venne adottata dagli editori italiani negli anni venti del XX secolo. La nuova tecnica, che abbandonava le rotative dalle lastre di piombo per passare ai cilindri di rame, consentì di poter riprodurre le mezzetinte con grande fedeltà. Il risultato era che le immagini fotografiche erano molto più vivide.
Nel 1923 Arnoldo Mondadori acquistò il settimanale «Il Secolo Illustrato», fondato nel 1913. Due anni dopo iniziò a stamparlo in rotocalco: fu, di fatto, il primo rotocalco nazionale. L'inizio del grande successo dei rotocalchi italiani appartiene alle pubblicazioni cinematografiche. Nel 1929 nacque la rivista «Cine-Romanzo», pubblicata dall'Editrice Popolare Milanese (ceduta poi alla Rizzoli). Seguirono: «Films» (1930), «Cinema Illustrazione presenta» (1930) e «Stelle» (1933). La presenza di fotografie divenne rilevante nei giornali di alta fascia, mentre i periodici popolari continuarono a pubblicare prevalentemente disegni.
Nella seconda metà degli anni trenta apparvero i rotocalchi di attualità. Uno dei primi fu «Omnibus», fondato da Leo Longanesi nel 1937 e pubblicato da Rizzoli. Fu il primo periodico a dare grande risalto al corredo fotografico, attribuendo alle immagini la stessa importanza del testo. I titoli degli articoli apparivano in grande evidenza. La rivista ebbe vita breve in quanto il regime fascista ne ordinò la chiusura nel febbraio del 1939. Dopo la chiusura imposta dal regime, Rizzoli ideò una nuova rivista: «Oggi». Nello stesso anno nacque «Tempo», pubblicato dalla concorrente Mondadori.
Nel secondo dopoguerra apparvero i seguenti settimanali a rotocalco:
- «L'Europeo» di Arrigo Benedetti (1945), edito da Mazzocchi;
- «Il Mondo» di Mario Pannunzio (1949), edito da Mazzocchi;
- «Epoca» (1950), edito da Mondadori.

«Epoca» impresse una svolta: fu il primo settimanale che pubblicò servizi giornalistici fatti interamente di fotografie, corredate da un breve testo. In poco tempo l'editoria a larga diffusione se ne impossessò; tutte le riviste popolari (romanzi, fotoromanzi, cinema) vennero stampate a rotocalco.
Dal 1947 al 1952 i settimanali d'attualità a rotocalco raddoppiarono la loro diffusione: la tiratura complessiva dei rotocalchi arrivò a 4 500 000 copie settimanali, seconda solo a quella dei quotidiani. Una differenza importante tra rotocalchi e quotidiani era che, mentre questi ultimi rispondevano soprattutto a logiche di appartenenza politica, assumendo come riferimento un determinato schieramento politico, i rotocalchi rispondevano precipuamente a logiche di mercato. Negli anni cinquanta gli italiani divennero i primi lettori di rotocalchi in Europa. Nacque un genere: il termine "rotocalco" divenne sinonimo di rivista popolare a larga diffusione i cui contenuti spaziavano dall'attualità al costume alla cronaca.
Alla fine del 1956 passò alla stampa a rotocalco anche la popolarissima «Domenica del Corriere». Nel 1957 nacque «Gente» di Edilio Rusconi, stampato in rotocalco sin dal primo numero.
Nel 1967 «Panorama» fu il primo rotocalco italiano ad adottare il formato tabloid. Negli anni settanta venne imitato dagli altri settimanali d'attualità.
Il genere rotocalco è rimasto inalterato fino ad oggi ed è stato assimilato da un altro mass medium, la televisione, con il rotocalco televisivo. In Italia la trasmissione che fornito una prima caratterizzazione al genere fu RT Rotocalco Televisivo condotto da Enzo Biagi, apparso sul Primo canale nel 1962.
| Diffusione dei principali rotocalchi italiani nel 1971                                                            | Diffusione dei principali rotocalchi italiani nel 1971 | Diffusione dei principali rotocalchi italiani nel 1971 | Diffusione dei principali rotocalchi italiani nel 1971 | Diffusione dei principali rotocalchi italiani nel 1971 | Diffusione dei principali rotocalchi italiani nel 1971 | Diffusione dei principali rotocalchi italiani nel 1971 | Diffusione dei principali rotocalchi italiani nel 1971 | Diffusione dei principali rotocalchi italiani nel 1971 | Diffusione dei principali rotocalchi italiani nel 1971 | Diffusione dei principali rotocalchi italiani nel 1971 | Diffusione dei principali rotocalchi italiani nel 1971 |
| Attualità |                                                        | Popolari                                               |                                                        | Femminili                                              |                                                        | Famiglia                                               |                                                        | Fotoromanzi                                            |                                                        | Novelle                                                |                                                        |
| --- | ------------------------------------------------------ | ------------------------------------------------------ | ------------------------------------------------------ | ------------------------------------------------------ | ------------------------------------------------------ | ------------------------------------------------------ | ------------------------------------------------------ | ------------------------------------------------------ | ------------------------------------------------------ | ------------------------------------------------------ | ------------------------------------------------------ |
| Epoca | 344 461                                                | Stop                                                   | 546 531                                                | Amica                                                  | 477 994                                                | Famiglia Cristiana                                     | 1 743 121                                              | Grand Hotel                                            | 1 115 855                                              | Intimità                                               | 522 106                                                |
| Tempo | 300 827                                                | Novella 2000                                           | 416 982                                                | Annabella                                              | 470 753                                                | Sorrisi e Canzoni TV                                   | 1 085 067                                              | Bolero Teletutto                                       | 522 206                                                | Confidenze                                             | 316 414                                                |
| L'Europeo | 214 338                                                | ABC                                                    | 353 442                                                | Gioia                                                  | 425 016                                                | Oggi                                                   | 951 626                                                | Sogno                                                  | 421 955                                                |                                                        |                                                        |
| L'Espresso | 140 832                                                | Eva Express                                            | 237 744                                                | Grazia                                                 | 410 014                                                | Domenica del Corriere                                  | 846 653                                                |                                                        |                                                        |                                                        |                                                        |
| Panorama | 118 052                                                | Cronaca Vera                                           | 111 789                                                | Alba                                                   | 215 747                                                | Gente                                                  | 584 810                                                |                                                        |                                                        |                                                        |                                                        |
| Il Mondo |                                                        |                                                        |                                                        | Bella                                                  | 179 304                                                |                                                        |                                                        |                                                        |                                                        |                                                        |                                                        |
| Il Borghese |                                                        |                                                        |                                                        |                                                        |                                                        |                                                        |                                                        |                                                        |                                                        |                                                        |                                                        |
| Fonte: AA.VV., La bella addormentata: morfologia e struttura del settimanale italiano, Università di Parma, 1972. |                                                        |                                                        |                                                        |                                                        |                                                        |                                                        |                                                        |                                                        |                                                        |                                                        |                                                        |